# Saretschny (Burjatien)
Saretschny (russisch Заречный) ist ein Stadtteil der burjatischen Hauptstadt Ulan-Ude (Russland).

## Geographie
Die Siedlung liegt am Südrand des Chamar-Daban-Gebirges, gut sechs Kilometer westlich des Zentrums der Republikhauptstadt Ulan-Ude, links des größten Zuflusses des Baikalsees, der Selenga. Ihrer Lage jenseits des Flusses – aus Sicht Ulan-Udes – hat der Ort seinen Namen zu verdanken, russisch etwa für hinter dem Fluss.

## Geschichte
Saretschny entstand ab den 1970er-Jahren als Plattenbau-Wohnsiedlung in unmittelbarer Nähe des alten Dorfes Stepnoi, mit dem es bald zusammenwuchs. Es hatte den Status einer Siedlung städtischen Typs, die dem Stadtrajon Sowetski von Ulan-Ude unterstellt war, bis es 2009 eingemeindet wurde. 

## Bevölkerungsentwicklung
| Jahr | Einwohner |
| ---- | --------- |
| 1989 | 7.935     |
| 2002 | 9.988     |
| 2009 | 11.805    |

Anmerkung: 1989–2002 Volkszählungsdaten, 2009 Berechnung im Jahr der Eingemeindung

## Wirtschaft und Infrastruktur
Saretschny ist hauptsächlich Wohnvorort von Ulan-Ude. Es gibt hier verschiedene Unternehmen für Handel und Versorgung sowie der Bauwirtschaft.
Durch den Ort führt die Fernstraße M55 „Baikal“ Irkutsk–Tschita, von der hier die A165 zur mongolischen Grenze bei Kjachta abzweigt. Mit dem Zentrum von Ulan-Ude besteht Stadtbusverbindung.